# دیون بکبوم
دیون بکبوم (هلندی: Dion Beukeboom؛ زادهٔ ۲ فوریهٔ ۱۹۸۹) دوچرخه‌سوار اهل هلند است.
از باشگاه‌هایی که در آن رکاب زده‌است می‌توان به تیم دوچرخه‌سواری کوگا و دلتا سایکلینگ روتردام اشاره کرد.
وی در مسابقات کشوری و بین‌المللی در مجموع برندهٔ ۲ مدال برنز شده‌است.